# Crespos

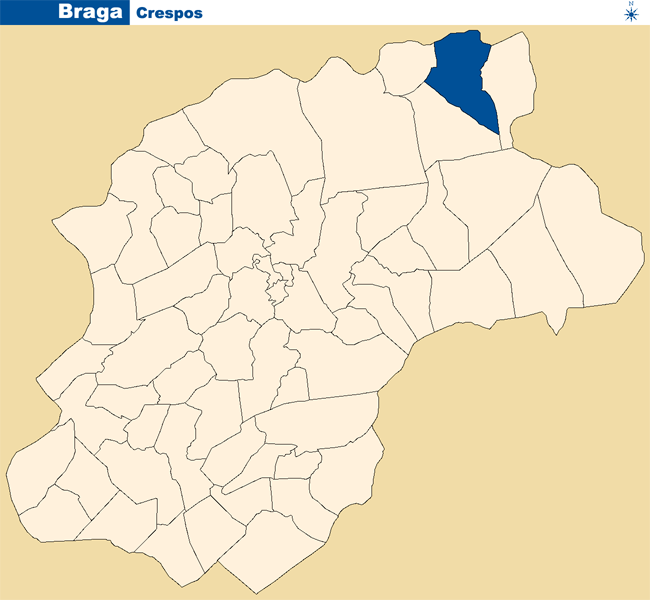

Crespos é uma povoação portuguesa do Município de Braga que foi sede da extinta Freguesia de Crespos, freguesia que tinha 3,78 km² de área e 899 habitantes (2011), e, por isso, uma densidade populacional de 237,8 hab/km².
A Freguesia de Crespos foi extinta em 2013, no âmbito de uma reforma administrativa nacional, tendo sido agregada à Freguesia de Pousada, para formar uma nova freguesia denominada União das Freguesias de Crespos e Pousada da qual é a sede.

## População
| População da freguesia de Crespos (1864 – 2011) | População da freguesia de Crespos (1864 – 2011) | População da freguesia de Crespos (1864 – 2011) | População da freguesia de Crespos (1864 – 2011) | População da freguesia de Crespos (1864 – 2011) | População da freguesia de Crespos (1864 – 2011) | População da freguesia de Crespos (1864 – 2011) | População da freguesia de Crespos (1864 – 2011) | População da freguesia de Crespos (1864 – 2011) | População da freguesia de Crespos (1864 – 2011) | População da freguesia de Crespos (1864 – 2011) | População da freguesia de Crespos (1864 – 2011) | População da freguesia de Crespos (1864 – 2011) | População da freguesia de Crespos (1864 – 2011) | População da freguesia de Crespos (1864 – 2011) |
| ----------------------------------------------- | ----------------------------------------------- | ----------------------------------------------- | ----------------------------------------------- | ----------------------------------------------- | ----------------------------------------------- | ----------------------------------------------- | ----------------------------------------------- | ----------------------------------------------- | ----------------------------------------------- | ----------------------------------------------- | ----------------------------------------------- | ----------------------------------------------- | ----------------------------------------------- | ----------------------------------------------- |
| 1864                                            | 1878                                            | 1890                                            | 1900                                            | 1911                                            | 1920                                            | 1930                                            | 1940                                            | 1950                                            | 1960                                            | 1970                                            | 1981                                            | 1991                                            | 2001                                            | 2011                                            |
| 764                                             | 757                                             | 726                                             | 787                                             | 886                                             | 813                                             | 870                                             | 1 104                                           | 1 036                                           | 1 015                                           | 912                                             | 924                                             | 726                                             | 991                                             | 899                                             |

## Património
- Igreja Paroquial
- Capela Nossa Senhora das Angústias
- Senhor dos Paços
- Quinta do Enxido
- Santo Amaro Velho
- Santo Amaro Novo